# Juge en chef du Bangladesh
Le président de la Cour suprême du Bangladesh est le juge en chef du Bangladesh, ainsi que le chef de l'ensemble des institutions judiciaires, y compris les tribunaux subordonnés. Le juge en chef est nommé par le président du Bangladesh. Le juge en chef siège au sein de la division d'appel de la Cour suprême avec d'autres juges pour entendre et décider des affaires, il préside les réunions de l'ensemble de la Cour suprême pour traiter les affaires relatives à l'administration de la cour, et supervise la discipline des juges et des magistrats des tribunaux subordonnés. 
La plupart des règles visant à réglementer la pratique et la procédure des divisions d'appel et de la Haute Cour de la Cour suprême (y compris les tribunaux subordonnés), y compris celles spécifiées dans certains actes législatifs, tels que la loi sur les sociétés de 1994 et la loi sur les sociétés bancaires de 1991, sont également dûment examinées et approuvées lors des réunions de la Cour plénière présidées par le juge en chef. Il distribue également les affaires judiciaires de la Haute Cour en constituant différents bancs pour exercer ses compétences en première instance, en appel et en révision. Le contrôle administratif (y compris le pouvoir de création de poste, de promotion et d'octroi de congé) et la discipline des juges et des magistrats des cours subordonnées sont exercés par le président en consultation avec la Cour suprême et les questions urgentes y afférentes sont réglées en consultation avec le juge en chef,,.
Trois juges en chef ont également assumé le rôle de conseiller principal du gouvernement intérimaire du Bangladesh : Shahabuddin Ahmed lors de élections de 1991, Muhammad Habibur Rahman lors de élections de 1996 et Latifur Rahman lors de celles de 2001. Le conseiller en chef était le chef du gouvernement intérimaire de la république populaire du Bangladesh. Il exerce les fonctions de chef de gouvernement pendant 90 jours au cours de la transition entre un gouvernement élu et un autre pendant la durée du gouvernement intérimaire. Le gouvernement intérimaire avait pour seul mandat d'organiser les élections parlementaires au Bangladesh. 

## Liste
| N°      | Nom                               | Période           | Période           | Président                |
| ------- | --------------------------------- | ----------------- | ----------------- | ------------------------ |
| 1       | Abu Sadat Mohammad Sayem          | 16 décembre 1972  | 5 novembre 1975   | Abu Sayeed Chowdhury     |
| 2       | Syed A. B. Mahmud Hossain         | 18 novembre 1975  | 31 janvier 1978   | Abu Sadat Mohammad Sayem |
| 3       | Kemaluddin Hossain                | 1 février 1978    | 11 avril 1982     | Ziaur Rahman             |
| 4       | Fazle Kaderi Mohammad Abdul Munim | 12 avril 1982     | 30 novembre 1989  | Ahsanuddin Chowdhury     |
| 5       | Badrul Haider Chowdhury           | 1 décembre 1989   | 1 janvier 1990    | Hossain Mohammad Ershad  |
| 6       | Shahabuddin Ahmed                 | 14 janvier 1990   | 31 janvier 1995   | Hossain Mohammad Ershad  |
| 7       | Muhammad Habibur Rahman           | 1 février 1995    | 30 avril 1995     | Abdur Rahman Biswas      |
| 8       | A. T. M. Afzal                    | 1 mai 1995        | 31 mai 1999       | Abdur Rahman Biswas      |
| 9       | Mustafa Kamal                     | 1 juin 1999       | 31 décembre 1999  | Shahabuddin Ahmed        |
| 10      | Latifur Rahman                    | 1 janvier 2000    | 28 février 2001   | Shahabuddin Ahmed        |
| 11      | Mahmudul Amin Choudhury           | 1 mars 2001       | 17 juin 2002      | Shahabuddin Ahmed        |
| 12      | Mainur Reza Chowdhury             | 18 juin 2002      | 22 juin 2003      | Badruddoza Chowdhury     |
| 13      | Khondokar Mahmud Hasan            | 23 juin 2003      | 26 janvier 2004   | Iajuddin Ahmed           |
| 14      | J. R. Mudassir Husain             | 27 janvier 2004   | 28 février 2007   | Iajuddin Ahmed           |
| 15      | Mohammad Ruhul Amin               | 1 mars 2007       | 31 mai 2008       | Iajuddin Ahmed           |
| 16      | M. M. Ruhul Amin                  | 1 juin 2008       | 22 décembre 2009  | Iajuddin Ahmed           |
| 17      | Md. Tafazzul Islam                | 23 décembre 2009  | 7 février 2010    | Zillur Rahman            |
| 18      | Mohammad Fazlul Karim             | 8 février 2010    | 30 septembre 2010 | Zillur Rahman            |
| 19      | A. B. M. Khairul Haque            | 1 octobre 2010    | 17 mai 2011       | Zillur Rahman            |
| 20      | Md. Muzammel Hossain              | 18 mai 2011       | 16 janvier 2015   | Zillur Rahman            |
| 21      | Surendra Kumar Sinha              | 17 janvier 2015   | 11 novembre 2017  | Abdul Hamid              |
| Intérim | Abdul Wahhab Miya                 | 11 novembre 2017  | 2 février 2018    | Abdul Hamid              |
| 22      | Syed Mahmud Hossain               | 2 février 2018    | 30 décembre 2021  | Abdul Hamid              |
| 23      | Hasan Foez Siddique               | 31 décembre 2021  | 25 septembre 2023 | Abdul Hamid              |
| 24      | Obaidul Hassan                    | 26 septembre 2023 | 10 aout 2024      | Mohammad Shahabuddin     |
| 25      | Syed Refaat Ahmed                 | 10 aout 2024      | en poste          | Mohammad Shahabuddin     |